# Świniary (Malewo)
Świniary – część wsi Malewo w Polsce, położona w województwie łódzkim, w powiecie kutnowskim, w gminie Krzyżanów.
W latach 1975–1998 Świniary administracyjnie należały do województwa płockiego.